# Thalictrum chelidonii
Thalictrum chelidonii är en ranunkelväxtart som beskrevs av Dc.. Thalictrum chelidonii ingår i släktet rutor, och familjen ranunkelväxter. Inga underarter finns listade i Catalogue of Life.

## Bildgalleri

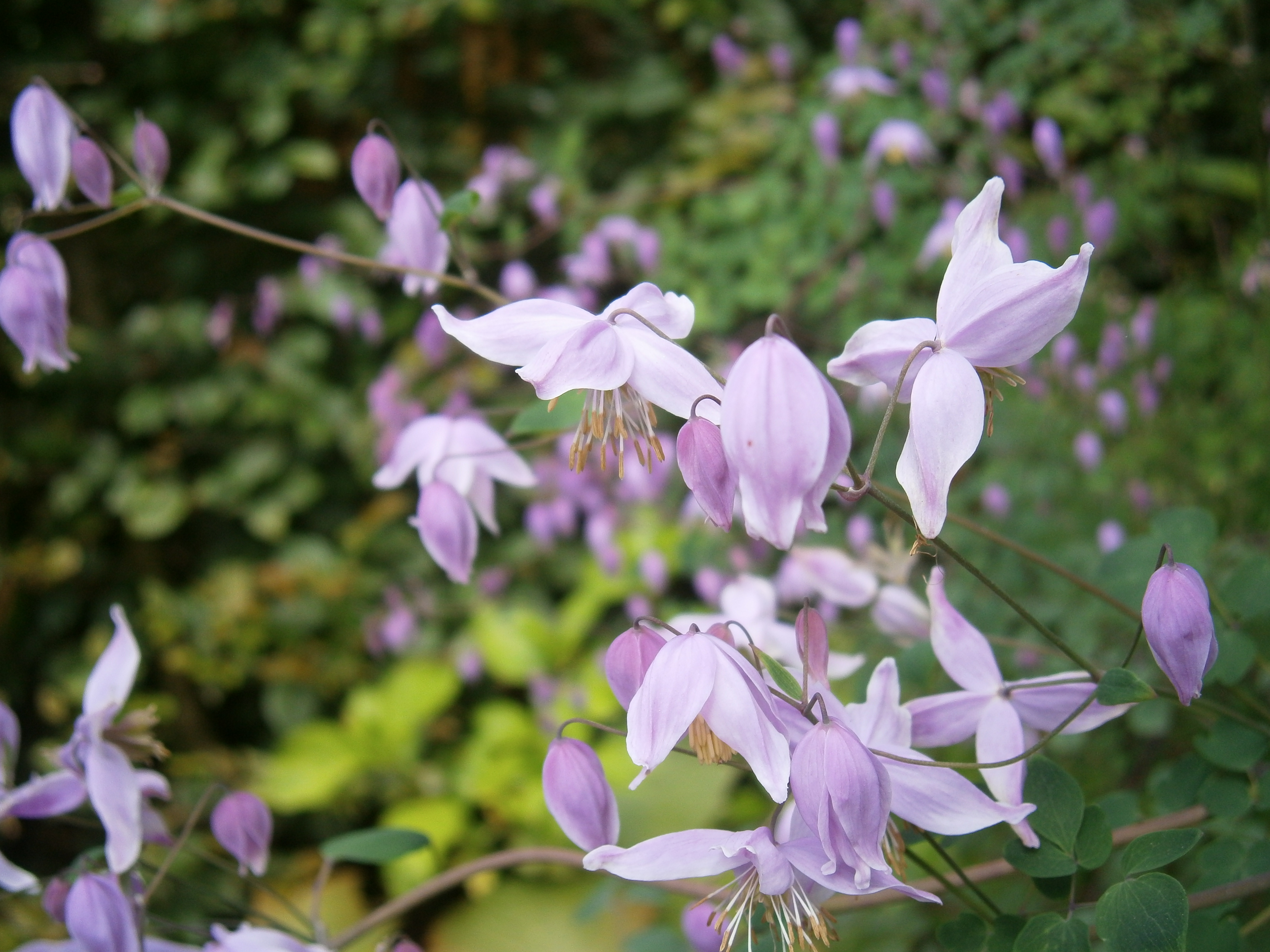
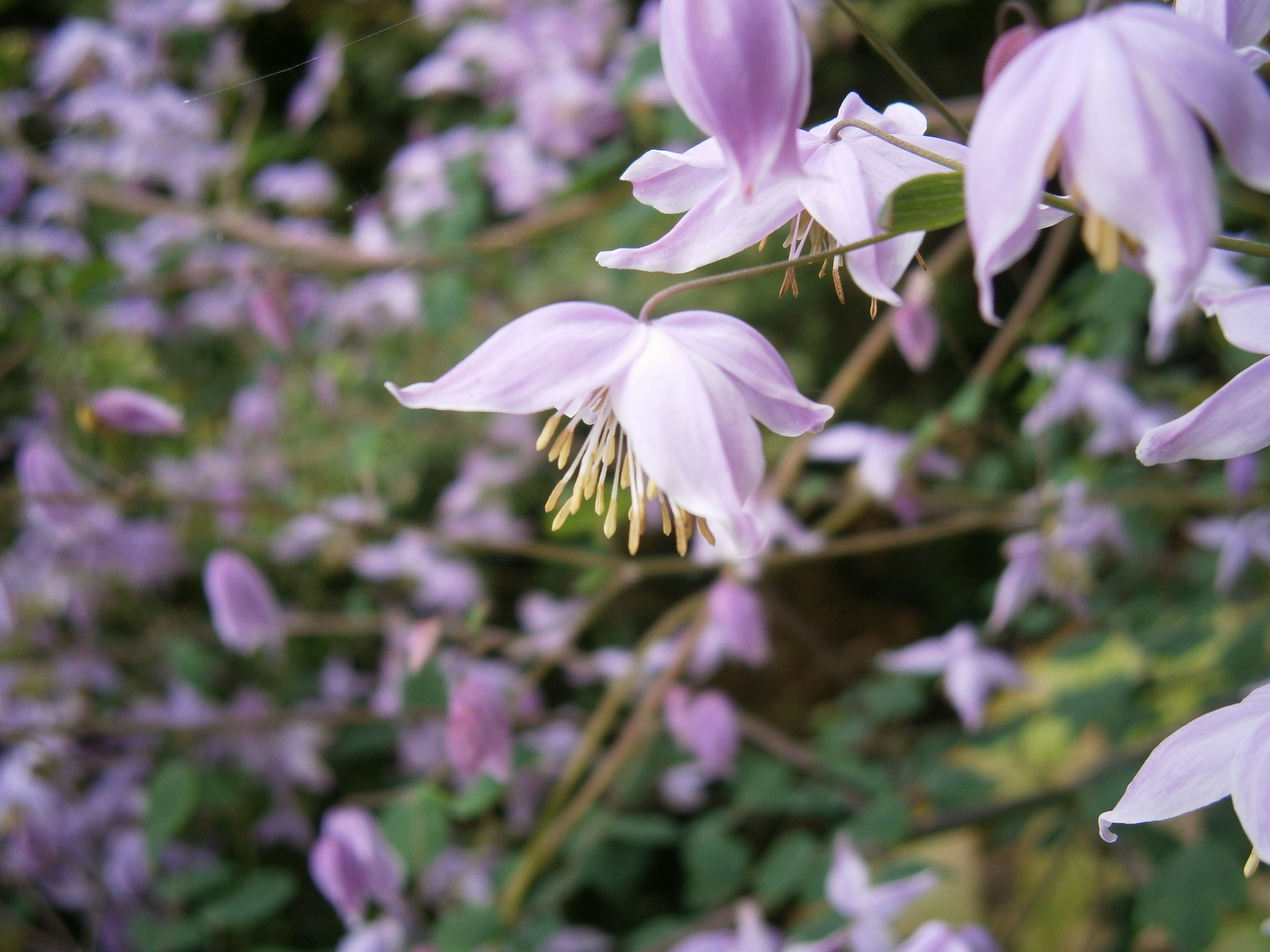